# Sonomyn Udval
Aquest és un nom mongol. El nom és «Udval», i «Sonomyn» és un patronímic, no un cognom.

Sonomyn Udval   (Dashinchilen, 21 de febrer de 1921 - 1991) va ser una líder de dones, política i escriptora mongola.

## Biografia
Udval va néixer el 21 de febrer de 1921 al sum de Dashinchilen, a la província de Bulgan (Mongòlia). Va treballar com a presidenta del Consell Central del Sindicat Mongol de 1956 a 1958; primera secretària i després com a presidenta de la Unió d'Escriptors de Mongòlia; membre i presidenta del Comitè de Dones de Mongòlia el 1973-1982; i com a vicepresidenta del Comitè de Veterans de la Lluita Revolucionària. Udval va ser elegida diputada del Gran Jural de l'Estat (Parlament de Mongòlia) en diverses circumscripcions electorals entre 1951-1986. El 1966 es va unir al Comitè Central del Partit del Poble de Mongòlia i el va deixar el 1990.
Com a escriptora, Udval va escriure novel·les com Odgerel (1957), Els primers tretze, Khatanbaatar, Tuuž ögüüllėg (1974), Magsarjav i Gran destí (1973), i nombroses històries curtes. Les seves obres han estat traduïdes a diversos idiomes. Descrita com a «destacada escriptora de contes», va ser guardonada amb la Medalla d'Or de la Pau Joliot-Curie del Consell Mundial de la Pau el 1965, i el Premi Lotus de literatura afroasiàtica el 1971. El 1967 va assenyalar que la literatura soviètica tenia un paper important en el desenvolupament de la literatura mongola.